# Накитош (Луизијана)
Накитош (енгл. Natchitoches) град је у америчкој савезној држави Луизијана.

## Демографија
По попису из 2010. године број становника је 18.323, што је 458 (2,6%) становника више него 2000. године.
| Група             | 2000.         | 2010.          |
| Белци             | 7.724 (43,2%) | 6.666 (36,4%)  |
| Афроамериканци    | 9.469 (53,0%) | 10.852 (59,2%) |
| Азијати           | 146 (0,8%)    | 103 (0,6%)     |
| Хиспаноамериканци | 232 (1,3%)    | 309 (1,7%)     |
| Укупно            | 17.865        | 18.323         |